# Danh sách người đoạt giải Nobel Vật lý
Giải Nobel Vật lý (tiếng Thụy Điển: Nobelpriset i fysik) là giải thưởng thường niên của Viện Hàn lâm Khoa học Hoàng gia Thụy Điển. Đây là một trong năm giải thưởng Nobel được thành lập bởi di chúc năm 1895 của Alfred Nobel (mất năm 1896), dành cho những đóng góp nổi bật trong lĩnh vực vật lý học. Theo lời của Nobel trong di chúc, Giải thưởng Nobel được quản lý bởi Quỹ Nobel và được trao bởi ủy ban gồm năm thành viên được lựa chọn từ Viện Hàn lâm Khoa học Hoàng gia Thụy Điển. Giải Nobel Vật lý lần đầu tiên được trao cho Wilhelm Conrad Röntgen, người Đức. Mỗi người đoạt giải Nobel đều nhận được huy chương Nobel, bằng chứng nhận và một khoản tiền. Mức tiền thưởng đã được thay đổi trong suốt những năm qua. Năm 1901, Wilhelm Conrad Röntgen nhận được khoản tiền 150.782 krona, tương đương với mức tiền 7.731.004 krona vào tháng 12 năm 2007.
Năm 2017, Giải Nobel vật lý được trao cho 3 nhà khoa học người Mỹ: Rainer Weiss, Barry Barish và Kip Thorne cho đóng góp quyết định đối với LIGO và quan sát sóng hấp dẫn. 
Lễ trao giải thưởng được tổ chức tại Stockholm vào ngày 10 tháng 10, nhân dịp kỉ niệm ngày mất của Nobel.
John Bardeen là người duy nhất đoạt hai giải Nobel Vật lý vào năm 1956 và 1972. Marie Curie là người phụ nữ duy nhất đoạt hai giải Nobel trong hai lĩnh vực khác nhau: Giải Nobel Vật lý năm 1903 và Giải Nobel Hóa học năm 1911. William Lawrence Bragg là người đoạt giải Nobel trẻ nhất từ trước tới nay: ở tuổi 25. Có bốn người phụ nữ đoạt giải thưởng này là: Marie Curie (1903), Maria Goeppert-Mayer (1963), Donna Strickland (2018) và Andrea Ghez (2020). Tới năm 2020, Giải Nobel Vật lý đã được trao 114 lần cho 216 cá nhân. Có 6 lần Giải Nobel không được tổ chức là: 1916, 1931, 1934, 1940–1942.

## Các danh sách giải Nobel khác
- Danh sách người Châu Á đoạt giải Nobel
- Danh sách người đoạt giải Nobel Vật lý
- Danh sách người đoạt giải Nobel Hóa học
- Danh sách người đoạt giải Nobel Sinh lý học và Y khoa
- Danh sách người đoạt giải Nobel Văn học
- Danh sách người đoạt giải Nobel Hòa bình
- Danh sách người đoạt giải Nobel Kinh tế
- Danh sách người da đen đoạt giải Nobel
- Danh sách người Hồi Giáo đoạt giải Nobel
- Danh sách người Kitô giáo đoạt giải Nobel
- Danh sách người Do Thái đoạt giải Nobel
- Danh sách phụ nữ đoạt giải Nobel

## Danh sách

### Thập niên 1900
| Năm  | Hình          | Tên                             | Quốc gia                                      | Công trình nhận giải                                                                         | Chú thích |
| ---- | ------------- | ------------------------------- | --------------------------------------------- | -------------------------------------------------------------------------------------------- | --------- |
| 1901 |               | Wilhelm Conrad Röntgen          | Đức                                           | Khám phá ra tia X                                                                            | [ 8 ]     |
| 1902 |               | Hendrik Lorentz                 | Hà Lan                                        | Đóng góp cho từ học Phát hiện ra Hiệu ứng Zeeman (tách vạch phổ dưới tác dụng của từ trường) | [ 9 ]     |
| 1902 | Pieter Zeeman |                                 | Hà Lan                                        | Đóng góp cho từ học Phát hiện ra Hiệu ứng Zeeman (tách vạch phổ dưới tác dụng của từ trường) | [ 9 ]     |
| 1903 |               | Henri Becquerel                 | Pháp                                          | Phát hiện và nghiên cứu về hiện tượng phóng xạ tự nhiên                                      | [ 10 ]    |
| 1903 |               | Pierre Curie                    | Pháp                                          | Nghiên cứu về hiện tượng phóng xạ                                                            | [ 10 ]    |
| 1903 |               | Maria Skłodowska-Curie          | Pháp Ba Lan                                   | Nghiên cứu về hiện tượng phóng xạ                                                            | [ 10 ]    |
| 1904 |               | Nam tước Rayleigh               | Vương quốc Anh                                | Nghiên cứu về mật độ các khí lý tưởng nặng, tìm ra khí Agon                                  | [ 11 ]    |
| 1905 |               | Philipp Eduard Anton von Lenard | Đức (sinh ra ở Pressburg, Vương quốc Hungary) | Nghiên cứu về ống chùm ca-tốt                                                                | [ 12 ]    |
| 1906 |               | Joseph John Thomson             | Vương quốc Anh                                | Nghiên cứu lý thuyết và thực nghiệm về quá trình dẫn điện trong chất khí                     | [ 13 ]    |
| 1907 |               | Albert Abraham Michelson        | Hoa Kỳ (sinh ra ở Strzelno, Vương quốc Phổ)   | Chế tạo dụng cụ quang học chính xác, thực hiện Thí nghiệm Michelson-Morley                   | [ 14 ]    |
| 1908 |               | Gabriel Lippmann                | Pháp (sinh ra ở Hollerich, Luxembourg)        | Tạo hình ảnh màu bằng phương pháp giao thoa, chế tạo các tấm phim Lippmann                   | [ 15 ]    |
| 1909 |               | Karl Ferdinand Braun            | Đức                                           | Nghiên cứu tiên phong về radio                                                               | [ 16 ]    |
| 1909 |               | Guglielmo Marconi               | Ý                                             | Nghiên cứu tiên phong về radio                                                               | [ 16 ]    |

### Thập niên 1910
| Năm  | Hình                                 | Tên                                  | Quốc gia                                | Công trình nhận giải                                                                  | Chú thích |
| ---- | ------------------------------------ | ------------------------------------ | --------------------------------------- | ------------------------------------------------------------------------------------- | --------- |
| 1910 |                                      | Johannes Diderik van der Waals       | Hà Lan                                  | Phương trình trạng thái của chất khí và chất lỏng                                     | [ 17 ]    |
| 1911 |                                      | Wilhelm Wien                         | Đức                                     | Tìm ra định luật bức xạ nhiệt (Định luật dịch chuyển Wien)                            | [ 18 ]    |
| 1912 |                                      | Nils Gustaf Dalén                    | Thụy Điển                               | Phát minh van mặt trời dùng trong việc thắp sáng các hải đăng và phao trên biển       | [ 19 ]    |
| 1913 |                                      | Heike Kamerlingh Onnes               | Hà Lan                                  | Nghiên cứu tính chất của vật chất tại nhiệt độ cực thấp dẫn đến việc tạo ra heli lỏng | [ 20 ]    |
| 1914 |                                      | Max von Laue                         | Đức                                     | Phát hiện ra hiện tượng nhiễu xạ tia X bởi các tinh thể                               | [ 21 ]    |
| 1915 |                                      | William Henry Bragg                  | Vương quốc Anh                          | Chế tạo dụng cụ phân tích cấu trúc tinh thể bằng tia X                                | [ 22 ]    |
| 1915 |                                      | William Lawrence Bragg               | Vương quốc Anh (sinh ra ở Adelaide, Úc) | Chế tạo dụng cụ phân tích cấu trúc tinh thể bằng tia X                                | [ 22 ]    |
| 1916 | (Không trao giải bởi vì Thế chiến I) | (Không trao giải bởi vì Thế chiến I) | (Không trao giải bởi vì Thế chiến I)    | (Không trao giải bởi vì Thế chiến I)                                                  |           |
| 1917 |                                      | Charles Glover Barkla                | Vương quốc Anh                          | Tìm ra bức xạ tia X đặc trưng của các nguyên tố                                       | [ 23 ]    |
| 1918 |                                      | Max Planck                           | Đức                                     | Đề xuất lý thuyết lượng tử năng lượng                                                 | [ 24 ]    |
| 1919 |                                      | Johannes Stark                       | Đức                                     | Tìm ra Hiệu ứng Doppler (tách vạch phổ dưới tác dụng của điện trường)                 | [ 25 ]    |

### Thập niên 1920
| Năm  | Hình                | Tên                         | Quốc gia                    | Công trình nhận giải                                                              | Chú thích |
| ---- | ------------------- | --------------------------- | --------------------------- | --------------------------------------------------------------------------------- | --------- |
| 1920 |                     | Charles Edouard Guillaume   | Thụy Sĩ                     | Tìm ra hợp kim thép và niken                                                      | [ 26 ]    |
| 1921 |                     | Albert Einstein             | Đức (sinh ra ở Ulm) Thụy Sĩ | Nghiên cứu về hiệu ứng quang điện và đóng góp khác cho Vật lý lý thuyết           | [ 27 ]    |
| 1922 |                     | Niels Bohr                  | Đan Mạch                    | Nghiên cứu về cấu trúc nguyên tử và các mức năng lượng gián đoạn của nguyên tử    | [ 28 ]    |
| 1923 |                     | Robert Andrews Millikan     | Hoa Kỳ                      | Đo chính xác điện tích điện tử và nghiên cứu về hiệu ứng quang điện               | [ 29 ]    |
| 1924 |                     | Manne Siegbahn              | Thụy Điển                   | Nghiên cứu trong lĩnh vực phổ học tia X                                           | [ 30 ]    |
| 1925 |                     | James Franck                | Đức                         | Nghiên cứu ảnh hưởng của điện tử lên nguyên tử                                    | [ 31 ]    |
| 1925 | Gustav Ludwig Hertz |                             | Đức                         | Nghiên cứu ảnh hưởng của điện tử lên nguyên tử                                    | [ 31 ]    |
| 1926 |                     | Jean Baptiste Perrin        | Pháp                        | Nghiên cứu về tính gián đoạn của vật chất và đặc biệt là tìm ra cân bằng ngưng tụ | [ 32 ]    |
| 1927 |                     | Arthur Compton              | Hoa Kỳ                      | Tìm ra hiệu ứng Compton                                                           | [ 33 ]    |
| 1927 |                     | Charles Thomson Rees Wilson | Vương quốc Anh              | Nghiên cứu trong chế tạo buồng mây và quan sát hạt năng lượng cao                 | [ 33 ]    |
| 1928 |                     | Owen Willans Richardson     | Vương quốc Anh              | Tìm ra Định luật Richardson về phát xạ điện tử                                    | [ 34 ]    |
| 1929 |                     | Louis de Broglie            | Pháp                        | Đề ra Giả thuyết de Broglie về lưỡng tính sóng-hạt của điện tử                    | [ 35 ]    |

### Thập niên 1930
| Năm  | Hình              | Tên                          | Quốc gia              | Công trình nhận giải | Chú thích |
| ---- | ----------------- | ---------------------------- | --------------------- | --- | --------- |
| 1930 |                   | Chandrasekhara Venkata Raman | Ấn Độ (Raj thuộc Anh) | Tìm ra hiệu ứng Raman | [ 36 ]    |
| 1931 | (Không trao giải) | (Không trao giải)            | (Không trao giải)     | (Không trao giải) |           |
| 1932 |                   | Werner Heisenberg            | Đức                   | Đưa ra Nguyên lý bất định Heisenberg xây dựng cơ học lượng tử và nhờ đó tìm ra các dạng thù hình của hiđrô                           | [ 37 ]    |
| 1933 |                   | Erwin Schrödinger            | Áo                    | Tìm ra một cách biểu diễn mới cho lý thuyết nguyên tử, đóng góp cho cơ học lượng tử                                                  | [ 38 ]    |
| 1933 |                   | Paul Dirac                   | Vương quốc Anh        | Tìm ra một cách biểu diễn mới cho lý thuyết nguyên tử, đóng góp cho cơ học lượng tử                                                  | [ 38 ]    |
| 1934 | (Không trao giải) | (Không trao giải)            | (Không trao giải)     | (Không trao giải) |           |
| 1935 |                   | James Chadwick               | Vương quốc Anh        | Tìm ra neutron. | [ 39 ]    |
| 1936 |                   | Victor Francis Hess          | Áo                    | Tìm ra tia vũ trụ | [ 40 ]    |
| 1936 |                   | Carl David Anderson          | Hoa Kỳ                | Tìm ra positron | [ 40 ]    |
| 1937 |                   | Clinton Davisson             | Hoa Kỳ                | Tìm ra tán xạ điện tử trên tinh thể bằng thực nghiệm, chứng minh cho lý thuyết về lưỡng tính sóng-hạt                                | [ 41 ]    |
| 1937 |                   | George Paget Thomson         | Vương quốc Anh        | Tìm ra tán xạ điện tử trên tinh thể bằng thực nghiệm, chứng minh cho lý thuyết về lưỡng tính sóng-hạt                                | [ 41 ]    |
| 1938 |                   | Enrico Fermi                 | Ý                     | Chứng minh sự tồn tại của các nguyên tố phóng xạ mới nhờ chiếu xạ neutron và nghiên cứu về phản ứng hạt nhân sinh ra do neutron chậm | [ 42 ]    |
| 1939 |                   | Ernest Lawrence              | Hoa Kỳ                | Phát minh và phát triển máy gia tốc cyclotron dẫn đến việc tạo ra nguyên tố phóng xạ nhân tạo                                        | [ 43 ]    |

### Thập niên 1940
| Năm  | Hình                              | Tên                               | Quốc gia                                                | Công trình nhận giải                                                                      | Chú thích |
| ---- | --------------------------------- | --------------------------------- | ------------------------------------------------------- | ----------------------------------------------------------------------------------------- | --------- |
| 1940 | (Không trao giải do Thế chiến II) | (Không trao giải do Thế chiến II) | (Không trao giải do Thế chiến II)                       | (Không trao giải do Thế chiến II)                                                         |           |
| 1941 | (Không trao giải do Thế chiến II) | (Không trao giải do Thế chiến II) | (Không trao giải do Thế chiến II)                       | (Không trao giải do Thế chiến II)                                                         |           |
| 1942 | (Không trao giải do Thế chiến II) | (Không trao giải do Thế chiến II) | (Không trao giải do Thế chiến II)                       | (Không trao giải do Thế chiến II)                                                         |           |
| 1943 |                                   | Otto Stern                        | Hoa Kỳ (sinh ra ở Sohrau, Đức)                          | Phát triển phương pháp chùm phân tử và tìm ra mô men từ của proton                        | [ 44 ]    |
| 1944 |                                   | Isidor Isaac Rabi                 | Hoa Kỳ (sinh ra ở Rymanów, Áo-Hung, hiện nay là Ba Lan) | Nghiên cứu tính chất từ của hạt nhân nguyên tử bằng phương pháp cộng hưởng                | [ 45 ]    |
| 1945 |                                   | Wolfgang Pauli                    | Áo                                                      | Đề ra nguyên lý loại trừ Pauli                                                            | [ 46 ]    |
| 1946 |                                   | Percy Williams Bridgman           | Hoa Kỳ                                                  | Phát minh ra dụng cụ đo áp suất cao và các phát hiện trong lĩnh vực Vật lý áp suất cao    | [ 47 ]    |
| 1947 |                                   | Edward Victor Appleton            | Vương quốc Anh                                          | Nghiên cứu Vật lý của tầng trên khí quyển và đặc biệt là tìm ra lớp Appleton              | [ 48 ]    |
| 1948 |                                   | Patrick Maynard Stuart Blackett   | Vương quốc Anh                                          | Phát triển phương pháp buồng mây Wilson trong nghiên cứu Vật lý hạt nhân và bức xạ vũ trụ | [ 49 ]    |
| 1949 |                                   | Yukawa Hideki                     | Nhật Bản                                                | Tiên đoán về sự tồn tại của hạt meson trên cơ sở lý thuyết về các lực hạt nhân            | [ 50 ]    |

### Thập niên 1950
| Năm  | Hình                    | Tên                          | Quốc gia                                        | Công trình nhận giải | Chú thích |
| ---- | ----------------------- | ---------------------------- | ----------------------------------------------- | --- | --------- |
| 1950 |                         | Cecil Frank Powell           | Vương quốc Anh                                  | Phát triển phương pháp chụp ảnh hạt nhân để nghiên cứu hạt nhân và các nghiên cứu về hạt meson thu được từ phương pháp này | [ 51 ]    |
| 1951 |                         | John Cockcroft               | Vương quốc Anh                                  | Tiên phong trong nghiên cứu biến tố hạt nhân bằng các hạt nguyên tử được gia tốc nhân tạo                                  | [ 52 ]    |
| 1951 |                         | Ernest Walton                | Ireland                                         | Tiên phong trong nghiên cứu biến tố hạt nhân bằng các hạt nguyên tử được gia tốc nhân tạo                                  | [ 52 ]    |
| 1952 |                         | Felix Bloch                  | Hoa Kỳ Thụy Sĩ                                  | Phát triển các phương pháp mới đo chính xác từ hạt nhân và các khám phá có liên quan                                       | [ 53 ]    |
| 1952 |                         | Edward Mills Purcell         | Hoa Kỳ                                          | Phát triển các phương pháp mới đo chính xác từ hạt nhân và các khám phá có liên quan                                       | [ 53 ]    |
| 1953 |                         | Frits Zernike                | Hà Lan                                          | Phát triển phương pháp tương phản pha, đặc biệt là phát minh ra kính hiển vi tương phản pha                                | [ 54 ]    |
| 1954 |                         | Max Born                     | Tây Đức (sinh ra ở Breslau, Đức) Vương quốc Anh | Nghiên cứu cơ bản về cơ học lượng tử đặc biệt là đề xuất biểu diễn thống kê của hàm sóng                                   | [ 55 ]    |
| 1954 |                         | Walther Bothe                | Tây Đức                                         | Tìm ra phương pháp trùng phùng và các khám phá có liên quan                                                                | [ 56 ]    |
| 1955 |                         | Willis Eugene Lamb           | Hoa Kỳ                                          | Phát hiên cấu trúc tinh tế của quang phổ hydrogen                                                                          | [ 57 ]    |
| 1955 |                         | Polykarp Kusch               | Hoa Kỳ (sinh ra ở Blankenburg, Đức)             | Xác định chính xác mô men từ của điện tử                                                                                   | [ 57 ]    |
| 1956 |                         | William Bradford Shockley    | Hoa Kỳ (sinh ra ở London, Vương quốc Anh)       | Nghiên cứu về chất bán dẫn và tìm ra hiệu ứng transistor                                                                   | [ 58 ]    |
| 1956 |                         | John Bardeen                 | Hoa Kỳ                                          | Nghiên cứu về chất bán dẫn và tìm ra hiệu ứng transistor                                                                   | [ 58 ]    |
| 1956 | Walter Brattain         |                              | Hoa Kỳ                                          | Nghiên cứu về chất bán dẫn và tìm ra hiệu ứng transistor                                                                   | [ 58 ]    |
| 1957 |                         | Dương Chấn Ninh              | Trung Hoa Dân quốc                              | Nghiên cứu về tính chẵn lẻ dẫn đến các khám phá quan trọng liên quan đến các hạt cơ bản                                    | [ 59 ]    |
| 1957 | Lý Chính Đạo            |                              | Trung Hoa Dân quốc                              | Nghiên cứu về tính chẵn lẻ dẫn đến các khám phá quan trọng liên quan đến các hạt cơ bản                                    | [ 59 ]    |
| 1958 |                         | Pavel Alekseyevich Cherenkov | Liên Xô                                         | Tìm ra và giải thích hiệu ứng Cherenkov                                                                                    | [ 60 ]    |
| 1958 | Ilya Mikhailovich Frank |                              | Liên Xô                                         | Tìm ra và giải thích hiệu ứng Cherenkov                                                                                    | [ 60 ]    |
| 1958 | Igor Yevgenyevich Tamm  |                              | Liên Xô                                         | Tìm ra và giải thích hiệu ứng Cherenkov                                                                                    | [ 60 ]    |
| 1959 |                         | Emilio Gino Segrè            | Hoa Kỳ (sinh ra ở Tivoli, Vương quốc Ý)         | Tìm ra phản proton | [ 61 ]    |
| 1959 |                         | Owen Chamberlain             | Hoa Kỳ                                          | Tìm ra phản proton | [ 61 ]    |

### Thập niên 1960
| Năm  | Hình                             | Tên                         | Quốc gia                                        | Công trình nhận giải | Chú thích |
| ---- | -------------------------------- | --------------------------- | ----------------------------------------------- | --- | --------- |
| 1960 |                                  | Donald Arthur Glaser        | Hoa Kỳ                                          | Phát minh ra buồng bọt | [ 62 ]    |
| 1961 |                                  | Robert Hofstadter           | Hoa Kỳ                                          | Tiên phong trong nghiên cứu về tán xạ điện tử trong hạt nhân và các khám phá liên quan đến cấu trúc của các nucleon                           | [ 63 ]    |
| 1961 |                                  | Rudolf Ludwig Mössbauer     | Tây Đức                                         | Nghiên cứu về hấp thụ cộng hưởng tia gamma và hiệu ứng Mossbauer                                                                              | [ 63 ]    |
| 1962 |                                  | Lev Davidovich Landau       | Liên Xô                                         | Tiên phong trong nghiên cứu lý thuyết chất rắn đặc biệt là heli lỏng                                                                          | [ 64 ]    |
| 1963 |                                  | Eugene Paul Wigner          | Hoa Kỳ (sinh ra ở Budapest, Vương quốc Hungary) | Đóng góp vào lý thuyết hạt nhân nguyên tử và các hạt cơ bản đặc biệt là tìm ra và ứng dụng các nguyên lý đối xứng cơ bản                      | [ 65 ]    |
| 1963 |                                  | Maria Goeppert-Mayer        | Hoa Kỳ (sinh ra ở Kattowitz, Đức)               | Đề ra lý thuyết cấu trúc hạt nhân dạng lớp | [ 65 ]    |
| 1963 |                                  | J. Hans D. Jensen           | Tây Đức                                         | Đề ra lý thuyết cấu trúc hạt nhân dạng lớp | [ 65 ]    |
| 1964 |                                  | Nicolay Gennadiyevich Basov | Liên Xô                                         | Nghiên cứu cơ bản trong lĩnh vực điện lượng tử dẫn đến việc chế tạo các máy tạo dao động và máy khuếch đại dựa trên nguyên lý maser-laser     | [ 66 ]    |
| 1964 | Aleksandr Mikhailovich Prokhorov |                             | Liên Xô                                         | Nghiên cứu cơ bản trong lĩnh vực điện lượng tử dẫn đến việc chế tạo các máy tạo dao động và máy khuếch đại dựa trên nguyên lý maser-laser     | [ 66 ]    |
| 1964 |                                  | Charles Townes              | Hoa Kỳ                                          | Nghiên cứu cơ bản trong lĩnh vực điện lượng tử dẫn đến việc chế tạo các máy tạo dao động và máy khuếch đại dựa trên nguyên lý maser-laser     | [ 66 ]    |
| 1965 |                                  | Tomonaga Shinichirō         | Nhật Bản                                        | Nghiên cứu cơ bản về điện động học lượng tử và Vật lý hạt cơ bản                                                                              | [ 67 ]    |
| 1965 |                                  | Julian Schwinger            | Hoa Kỳ                                          | Nghiên cứu cơ bản về điện động học lượng tử và Vật lý hạt cơ bản                                                                              | [ 67 ]    |
| 1965 | Richard Feynman                  |                             | Hoa Kỳ                                          | Nghiên cứu cơ bản về điện động học lượng tử và Vật lý hạt cơ bản                                                                              | [ 67 ]    |
| 1966 |                                  | Alfred Kastler              | Pháp                                            | Tìm ra và sử dụng các phương pháp quang học để nghiên cứu cộng hưởng Hertz trong nguyên tử                                                    | [ 68 ]    |
| 1967 |                                  | Hans Bethe                  | Hoa Kỳ (sinh ra ở Strasbourg, Đức)              | Đóng góp cho lý thuyết phản ứng hạt nhân đặc biệt là các khám phá liên quan đến quá trình tạo năng lượng ở các vì sao                         | [ 69 ]    |
| 1968 |                                  | Luis Alvarez                | Hoa Kỳ                                          | Đóng góp vào Vật lý hạt cơ bản, tìm ra các trạng thái cộng hưởng góp phần phát triển kỹ thuật sử dụng buồng bọt hydrogen và phân tích dữ liệu | [ 70 ]    |
| 1969 |                                  | Murray Gell-Mann            | Hoa Kỳ                                          | Đóng góp và khám phá liên quan đến phân loại các hạt cơ bản và tương tác giữa chúng                                                           | [ 71 ]    |

### Thập niên 1970
| Năm  | Hình                   | Tên                       | Quốc gia                                                | Công trình nhận giải | Chú thích |
| ---- | ---------------------- | ------------------------- | ------------------------------------------------------- | --- | --------- |
| 1970 |                        | Hannes Alfvén             | Thụy Điển                                               | Đóng góp trong việc nghiên cứu từ thủy động lực học dẫn đến các ứng dụng quan trọng trong Vật lý plasma                                                           | [ 72 ]    |
| 1970 |                        | Louis Eugène Félix Néel   | Pháp                                                    | Nghiên cứu cơ bản và khám phá những tính chất sắt từ và phản sắt từ dẫn đến các ứng dụng quan trọng trong Vật lý chất rắn                                         | [ 72 ]    |
| 1971 |                        | Gábor Dénes               | Vương quốc Anh (sinh ra ở Budapest, Vương quốc Hungary) | Tìm ra và phát triển phương pháp chụp ảnh ba chiều | [ 73 ]    |
| 1972 |                        | John Bardeen              | Hoa Kỳ                                                  | Nghiên cứu lý thuyết siêu dẫn, thường được gọi là lý thuyết BCS                                                                                                   | [ 74 ]    |
| 1972 | Leon Neil Cooper       |                           | Hoa Kỳ                                                  | Nghiên cứu lý thuyết siêu dẫn, thường được gọi là lý thuyết BCS                                                                                                   | [ 74 ]    |
| 1972 | John Robert Schrieffer |                           | Hoa Kỳ                                                  | Nghiên cứu lý thuyết siêu dẫn, thường được gọi là lý thuyết BCS                                                                                                   | [ 74 ]    |
| 1973 |                        | Esaki Leo                 | Nhật Bản                                                | Chứng minh bằng thực nghiệm hiệu ứng đường ngầm trong bán dẫn và siêu dẫn                                                                                         | [ 75 ]    |
| 1973 |                        | Ivar Giaever              | Hoa Kỳ Na Uy                                            | Chứng minh bằng thực nghiệm hiệu ứng đường ngầm trong bán dẫn và siêu dẫn                                                                                         | [ 75 ]    |
| 1973 |                        | Brian David Josephson     | Vương quốc Anh                                          | Tiên đoán lý thuyết về tính chất của các dòng siêu dẫn, đặc biệt là hiệu ứng Josephson                                                                            | [ 75 ]    |
| 1974 |                        | Martin Ryle               | Vương quốc Anh                                          | Nghiên cứu tiên phong trong lĩnh vực Vật lý thiên văn vô tuyến, Ryle cho những quan sát và phát minh, Hewish cho vai trò quyết định trong việc tìm ra các pulsar  | [ 76 ]    |
| 1974 | Antony Hewish          |                           | Vương quốc Anh                                          | Nghiên cứu tiên phong trong lĩnh vực Vật lý thiên văn vô tuyến, Ryle cho những quan sát và phát minh, Hewish cho vai trò quyết định trong việc tìm ra các pulsar  | [ 76 ]    |
| 1975 |                        | Aage Niels Bohr           | Đan Mạch                                                | Tìm ra mối liên hệ giữa chuyển động tập thể và chuyển động các đơn hạt trong hạt nhân nguyên tử, dẫn đến việc phát triển lý thuyết về cấu trúc hạt nhân nguyên tử | [ 77 ]    |
| 1975 |                        | Ben Roy Mottelson         | Đan Mạch (sinh ra ở Chicago, Ilinois, Hoa Kỳ)           | Tìm ra mối liên hệ giữa chuyển động tập thể và chuyển động các đơn hạt trong hạt nhân nguyên tử, dẫn đến việc phát triển lý thuyết về cấu trúc hạt nhân nguyên tử | [ 77 ]    |
| 1975 |                        | Leo James Rainwater       | Hoa Kỳ                                                  | Tìm ra mối liên hệ giữa chuyển động tập thể và chuyển động các đơn hạt trong hạt nhân nguyên tử, dẫn đến việc phát triển lý thuyết về cấu trúc hạt nhân nguyên tử | [ 77 ]    |
| 1976 |                        | Burton Richter            | Hoa Kỳ                                                  | Tìm ra hạt J/Psi | [ 78 ]    |
| 1976 | Đinh Triệu Trung       |                           | Hoa Kỳ                                                  | Tìm ra hạt J/Psi | [ 78 ]    |
| 1977 |                        | Philip Warren Anderson    | Hoa Kỳ                                                  | Nghiên cứu lý thuyết về cấu trúc điện tử của các hệ từ hỗn loạn                                                                                                   | [ 79 ]    |
| 1977 |                        | Neville Francis Mott      | Vương quốc Anh                                          | Nghiên cứu lý thuyết về cấu trúc điện tử của các hệ từ hỗn loạn                                                                                                   | [ 79 ]    |
| 1977 |                        | John Hasbrouck van Vleck  | Hoa Kỳ                                                  | Nghiên cứu lý thuyết về cấu trúc điện tử của các hệ từ hỗn loạn                                                                                                   | [ 79 ]    |
| 1978 |                        | Pyotr Leonidovich Kapitsa | Liên Xô                                                 | Nghiên cứu và phát minh trong lĩnh vực Vật lý nhiệt độ thấp | [ 80 ]    |
| 1978 |                        | Arno Allan Penzias        | Hoa Kỳ (sinh ra ở Munich, Đức)                          | Tìm ra bức xạ phông vi sóng vũ trụ (CMB) | [ 80 ]    |
| 1978 |                        | Robert Woodrow Wilson     | Hoa Kỳ                                                  | Tìm ra bức xạ phông vi sóng vũ trụ (CMB) | [ 80 ]    |
| 1979 |                        | Sheldon Lee Glashow       | Hoa Kỳ                                                  | Nghiên cứu lý thuyết thống nhất tương tác yếu và tương tác điện tử giữa các hạt cơ bản, tiên đoán sự tồn tại của dòng trung hòa yếu                               | [ 81 ]    |
| 1979 |                        | Abdus Salam               | Pakistan (sinh ra ở Jhang, Ấn Độ thuộc Anh)             | Nghiên cứu lý thuyết thống nhất tương tác yếu và tương tác điện tử giữa các hạt cơ bản, tiên đoán sự tồn tại của dòng trung hòa yếu                               | [ 81 ]    |
| 1979 |                        | Steven Weinberg           | Hoa Kỳ                                                  | Nghiên cứu lý thuyết thống nhất tương tác yếu và tương tác điện tử giữa các hạt cơ bản, tiên đoán sự tồn tại của dòng trung hòa yếu                               | [ 81 ]    |

### Thập niên 1980
| Năm  | Hình              | Tên                        | Quốc gia                                   | Công trình nhận giải                                                                                          | Chú thích |
| ---- | ----------------- | -------------------------- | ------------------------------------------ | --- | --------- |
| 1980 |                   | James Cronin               | Hoa Kỳ                                     | Tìm ra sự vi phạm các nguyên lý đối xứng cơ bản trong phân rã K-meson                                         | [ 82 ]    |
| 1980 | Val Logsdon Fitch |                            | Hoa Kỳ                                     | Tìm ra sự vi phạm các nguyên lý đối xứng cơ bản trong phân rã K-meson                                         | [ 82 ]    |
| 1981 |                   | Nicolaas Bloembergen       | Hà Lan Hoa Kỳ                              | Phát triển phương pháp phổ kế laser                                                                           | [ 81 ]    |
| 1981 |                   | Arthur Leonard Schawlow    | Hoa Kỳ                                     | Phát triển phương pháp phổ kế laser                                                                           | [ 81 ]    |
| 1981 |                   | Kai Siegbahn               | Thụy Điển                                  | Phát triển phổ điện tử độ phân giải cao                                                                       | [ 81 ]    |
| 1982 |                   | Kenneth G. Wilson          | Hoa Kỳ                                     | Xây dựng lý thuyết về các hiện tượng tới hạn liên quan đến chuyển pha                                         | [ 83 ]    |
| 1983 |                   | Subrahmanyan Chandrasekhar | Hoa Kỳ (sinh ra ở Lahore, Ấn Độ thuộc Anh) | Nghiên cứu lý thuyết về tiến hóa của các vì sao, đề ra giới hạn Chandrasekhar                                 | [ 84 ]    |
| 1983 |                   | William Alfred Fowler      | Hoa Kỳ                                     | Nghiên cứu lý thuyết và thực nghiệm các phản ứng hạt nhân và sự hình thành các nguyên tố hóa học trong vũ trụ | [ 84 ]    |
| 1984 |                   | Carlo Rubbia               | Ý                                          | Đóng góp quyết định trong thí nghiệm tìm ra các hạt W, Z truyền tương tác yếu                                 | [ 85 ]    |
| 1984 |                   | Simon van der Meer         | Hà Lan                                     | Đóng góp quyết định trong thí nghiệm tìm ra các hạt W, Z truyền tương tác yếu                                 | [ 85 ]    |
| 1985 |                   | Klaus von Klitzing         | Tây Đức                                    | Phát hiện ra hiệu ứng Hall lượng tử                                                                           | [ 86 ]    |
| 1986 |                   | Ernst Ruska                | Tây Đức                                    | Nghiên cứu cơ bản về quang điện tử, thiết kế kính hiển vi điện tử đầu tiên                                    | [ 87 ]    |
| 1986 |                   | Gerd Binnig                | Tây Đức                                    | Thiết kế hiển vi quyét sử dụng hiệu ứng đường ngầm                                                            | [ 87 ]    |
| 1986 |                   | Heinrich Rohrer            | Thụy Sĩ                                    | Thiết kế hiển vi quyét sử dụng hiệu ứng đường ngầm                                                            | [ 87 ]    |
| 1987 |                   | Johannes Georg Bednorz     | Tây Đức                                    | Tìm ra hiện tượng siêu dẫn trong vật liệu gốm                                                                 | [ 88 ]    |
| 1987 |                   | Karl Alexander Müller      | Thụy Sĩ                                    | Tìm ra hiện tượng siêu dẫn trong vật liệu gốm                                                                 | [ 88 ]    |
| 1988 |                   | Leon M. Lederman           | Hoa Kỳ                                     | Phương pháp chùm neutrino và cấu trúc kép của lepton thông qua việc tìm ra muon neutrino                      | [ 89 ]    |
| 1988 | Melvin Schwartz   |                            | Hoa Kỳ                                     | Phương pháp chùm neutrino và cấu trúc kép của lepton thông qua việc tìm ra muon neutrino                      | [ 89 ]    |
| 1988 |                   | Jack Steinberger           | Hoa Kỳ (sinh ra ở Bad Kissingen, Đức)      | Phương pháp chùm neutrino và cấu trúc kép của lepton thông qua việc tìm ra muon neutrino                      | [ 89 ]    |
| 1989 |                   | Norman Foster Ramsey       | Hoa Kỳ                                     | Phát minh ra phương pháp trường dao động sử dụng trong maser hydrogen và đồng hồ nguyên tử                    | [ 81 ]    |
| 1989 |                   | Hans Georg Dehmelt         | Tây Đức                                    | Phát triển kỹ thuật bẫy ion bằng từ trường                                                                    | [ 81 ]    |
| 1989 |                   | Wolfgang Paul              | Hoa Kỳ (sinh ra ở Görlitz, Đức)            | Phát triển kỹ thuật bẫy ion bằng từ trường                                                                    | [ 81 ]    |

### Thập niên 1990
| Năm  | Hình                      | Tên                     | Quốc gia                                         | Công trình nhận giải | Chú thích |
| ---- | ------------------------- | ----------------------- | ------------------------------------------------ | --- | --------- |
| 1990 |                           | Jerome Isaac Friedman   | Hoa Kỳ                                           | Nghiên cứu tán xạ không đàn hồi của điện tử lên proton và neutron giúp phát triển mô hình quark                                                    | [ 90 ]    |
| 1990 | Henry Way Kendall         |                         | Hoa Kỳ                                           | Nghiên cứu tán xạ không đàn hồi của điện tử lên proton và neutron giúp phát triển mô hình quark                                                    | [ 90 ]    |
| 1990 |                           | Richard E. Taylor       | Canada                                           | Nghiên cứu tán xạ không đàn hồi của điện tử lên proton và neutron giúp phát triển mô hình quark                                                    | [ 90 ]    |
| 1991 |                           | Pierre-Gilles de Gennes | Pháp                                             | Phương pháp nghiên cứu các hiện tượng trật tự trong các hệ đơn giản được khái quát hóa cho các hệ phức tạp, đặc biệt trong tinh thể lỏng và polyme | [ 91 ]    |
| 1992 |                           | Georges Charpak         | Pháp (sinh ra tại Dąbrowica, Ba Lan)             | Phát triển các máy dò hạt, đặc biệt là buồng đa dây tỷ lệ                                                                                          | [ 92 ]    |
| 1993 |                           | Russell Alan Hulse      | Hoa Kỳ                                           | Phát hiện ra một loại pulsar mới giúp nghiên cứu về trường hấp dẫn                                                                                 | [ 93 ]    |
| 1993 | Joseph Hooton Taylor, Jr. |                         | Hoa Kỳ                                           | Phát hiện ra một loại pulsar mới giúp nghiên cứu về trường hấp dẫn                                                                                 | [ 93 ]    |
| 1994 |                           | Bertram Brockhouse      | Canada                                           | Phát triển phương pháp phổ ký neutron | [ 94 ]    |
| 1994 |                           | Clifford Glenwood Shull | Hoa Kỳ                                           | Phát triển kỹ thuật nhiễu xạ neutron | [ 94 ]    |
| 1995 |                           | Martin Lewis Perl       | Hoa Kỳ                                           | Tìm ra tau lepton | [ 81 ]    |
| 1995 |                           | Frederick Reines        | Hoa Kỳ                                           | Thu được neutrino | [ 81 ]    |
| 1996 |                           | David Morris Lee        | Hoa Kỳ                                           | Tìm ra tính siêu chảy của helium-3 | [ 95 ]    |
| 1996 | Douglas Dean Osheroff     |                         | Hoa Kỳ                                           | Tìm ra tính siêu chảy của helium-3 | [ 95 ]    |
| 1996 | Robert Coleman Richardson |                         | Hoa Kỳ                                           | Tìm ra tính siêu chảy của helium-3 | [ 95 ]    |
| 1997 |                           | Châu Lệ Văn             | Hoa Kỳ                                           | Phát triển phương pháp làm lạnh và bẫy nguyên tử bằng laser                                                                                        | [ 96 ]    |
| 1997 |                           | Claude Cohen-Tannoudji  | Pháp (sinh ra ở Constantine, Algérie thuộc Pháp) | Phát triển phương pháp làm lạnh và bẫy nguyên tử bằng laser                                                                                        | [ 96 ]    |
| 1997 |                           | William Daniel Phillips | Hoa Kỳ                                           | Phát triển phương pháp làm lạnh và bẫy nguyên tử bằng laser                                                                                        | [ 96 ]    |
| 1998 |                           | Robert B. Laughlin      | Hoa Kỳ                                           | Tìm ra hiệu ứng Hall lượng tử phân số như là một khởi đầu cho một loại chất lỏng lượng tử mới với các yếu tố điện tích không nguyên (1/3, 1/5,...) | [ 97 ]    |
| 1998 |                           | Horst Ludwig Störmer    | Đức                                              | Tìm ra hiệu ứng Hall lượng tử phân số như là một khởi đầu cho một loại chất lỏng lượng tử mới với các yếu tố điện tích không nguyên (1/3, 1/5,...) | [ 97 ]    |
| 1998 |                           | Thôi Kì                 | Hoa Kỳ (sinh ra ở Hà Nam, Trung Hoa Dân Quốc)    | Tìm ra hiệu ứng Hall lượng tử phân số như là một khởi đầu cho một loại chất lỏng lượng tử mới với các yếu tố điện tích không nguyên (1/3, 1/5,...) | [ 97 ]    |
| 1999 |                           | Gerard 't Hooft         | Hà Lan                                           | Làm sáng tỏ cấu trúc lượng tử của tương tác điện yếu trong Vật lý                                                                                  | [ 98 ]    |
| 1999 | Martinus J.G. Veltman     |                         | Hà Lan                                           | Làm sáng tỏ cấu trúc lượng tử của tương tác điện yếu trong Vật lý                                                                                  | [ 98 ]    |

### Thập niên 2000
| Năm  | Hình                | Tên                         | Quốc gia                                                         | Công trình nhận giải | Chú thích |
| ---- | ------------------- | --------------------------- | ---------------------------------------------------------------- | --- | --------- |
| 2000 |                     | Zhores Ivanovich Alferov    | Nga                                                              | Phát triển cấu trúc không đồng nhất bán dẫn được dùng trong quang điện tử tốc độ cao                                        | [ 99 ]    |
| 2000 |                     | Herbert Kroemer             | Đức                                                              | Phát triển cấu trúc không đồng nhất bán dẫn được dùng trong quang điện tử tốc độ cao                                        | [ 99 ]    |
| 2000 |                     | Jack St. Clair Kilby        | Hoa Kỳ                                                           | Phát minh ra mạch tích hợp                                                                                                  | [ 99 ]    |
| 2001 |                     | Eric Allin Cornell          | Hoa Kỳ                                                           | Thực hiện được ngưng tụ Bose-Einstein                                                                                       | [ 100 ]   |
| 2001 | Carl Wieman         |                             | Hoa Kỳ                                                           | Thực hiện được ngưng tụ Bose-Einstein                                                                                       | [ 100 ]   |
| 2001 |                     | Wolfgang Ketterle           | Đức                                                              | Thực hiện được ngưng tụ Bose-Einstein                                                                                       | [ 100 ]   |
| 2002 |                     | Raymond Davis Jr.           | Hoa Kỳ                                                           | Đóng góp trong Vật lý thiên văn, đặc biệt là việc dò các neutrino vũ trụ                                                    | [ 99 ]    |
| 2002 |                     | Koshiba Masatoshi           | Nhật Bản                                                         | Đóng góp trong Vật lý thiên văn, đặc biệt là việc dò các neutrino vũ trụ                                                    | [ 99 ]    |
| 2002 |                     | Riccardo Giacconi           | Hoa Kỳ (sinh ra ở Genoa, Vương quốc Ý)                           | Đóng góp trong Vật lý thiên văn và tìm ra nguồn tia X vũ trụ                                                                | [ 99 ]    |
| 2003 |                     | Alexei Alexeevich Abrikosov | Nga Hoa Kỳ                                                       | Phát triển lý thuyết siêu dẫn và siêu lỏng                                                                                  | [ 101 ]   |
| 2003 |                     | Vitalij Ginzburg            | Nga                                                              | Phát triển lý thuyết siêu dẫn và siêu lỏng                                                                                  | [ 101 ]   |
| 2003 |                     | Anthony James Leggett       | Vương quốc Anh Hoa Kỳ                                            | Phát triển lý thuyết siêu dẫn và siêu lỏng                                                                                  | [ 101 ]   |
| 2004 |                     | David Gross                 | Hoa Kỳ                                                           | Tìm ra bậc tự do tiệm cận trong tương tác mạnh                                                                              | [ 99 ]    |
| 2004 | Hugh David Politzer |                             | Hoa Kỳ                                                           | Tìm ra bậc tự do tiệm cận trong tương tác mạnh                                                                              | [ 99 ]    |
| 2004 | Frank Wilczek       |                             | Hoa Kỳ                                                           | Tìm ra bậc tự do tiệm cận trong tương tác mạnh                                                                              | [ 99 ]    |
| 2005 |                     | Roy Jay Glauber             | Hoa Kỳ                                                           | Đóng góp cho lý thuyết lượng tử quang học                                                                                   | [ 102 ]   |
| 2005 |                     | John Lewis Hall             | Hoa Kỳ                                                           | Phát triển phương pháp phổ kế bằng laser, đặc biệt là kỹ thuật xung răng lược                                               | [ 102 ]   |
| 2005 |                     | Theodor W. Hänsch           | Đức                                                              | Phát triển phương pháp phổ kế bằng laser, đặc biệt là kỹ thuật xung răng lược                                               | [ 102 ]   |
| 2006 |                     | John C. Mather              | Hoa Kỳ                                                           | Phát hiện về tính bất đẳng hướng của bức xạ phông nền vũ trụ                                                                | [ 103 ]   |
| 2006 | George F. Smoot     |                             | Hoa Kỳ                                                           | Phát hiện về tính bất đẳng hướng của bức xạ phông nền vũ trụ                                                                | [ 103 ]   |
| 2007 |                     | Albert Fert                 | Pháp                                                             | Khám phá ra hiệu ứng Từ điện trở khổng lồ, được dùng trong công nghệ đọc đĩa cứng                                           | [ 104 ]   |
| 2007 |                     | Peter Grünberg              | Đức                                                              | Khám phá ra hiệu ứng Từ điện trở khổng lồ, được dùng trong công nghệ đọc đĩa cứng                                           | [ 104 ]   |
| 2008 |                     | Nambu Yōichirō              | Hoa Kỳ (sinh ra ở Tokyo, Nhật Bản)                               | Phát hiện cơ chế "phá vỡ đối xứng tự phát" trong Vật lý á nguyên tử                                                         | [ 105 ]   |
| 2008 |                     | Kobayashi Makoto            | Nhật Bản                                                         | Phát hiện nguồn gốc phá vỡ tính đối xứng liên quan đến việc dự đoán sự tồn tại của ít nhất ba nhóm hạt quark trong tự nhiên | [ 105 ]   |
| 2008 | Masukawa Toshihide  |                             | Nhật Bản                                                         | Phát hiện nguồn gốc phá vỡ tính đối xứng liên quan đến việc dự đoán sự tồn tại của ít nhất ba nhóm hạt quark trong tự nhiên | [ 105 ]   |
| 2009 |                     | Cao Côn                     | Hoa Kỳ Vương quốc Anh (sinh ra ở Thượng Hải, Trung Hoa Dân Quốc) | "Vì những thành tựu đột phá trong việc truyền ánh sáng trong sợi quang cho ngành thông tin quang"                           | [ 106 ]   |
| 2009 |                     | Willard S. Boyle            | Hoa Kỳ                                                           | Phát minh ra mạch bán dẫn ảnh - bộ cảm biến CCD                                                                             | [ 106 ]   |
| 2009 | George E. Smith     |                             | Hoa Kỳ                                                           | Phát minh ra mạch bán dẫn ảnh - bộ cảm biến CCD                                                                             | [ 106 ]   |

### Thập niên 2010
| Năm  | Hình          | Tên                  | Quốc gia                                         | Công trình nhận giải                                                                                           | Chú thích |
| ---- | ------------- | -------------------- | ------------------------------------------------ | --- | --------- |
| 2010 |               | Andre Geim           | Hà Lan Vương quốc Anh (sinh ra ở Sochi, Liên Xô) | Tách lớp Graphene từ than chì để mở ra hướng nghiên cứu mang tính đột phá về ứng dụng của Graphene vào điện tử | [ 107 ]   |
| 2010 |               | Konstantin Novoselov | Nga Vương quốc Anh                               | Tách lớp Graphene từ than chì để mở ra hướng nghiên cứu mang tính đột phá về ứng dụng của Graphene vào điện tử | [ 107 ]   |
| 2011 |               | Saul Perlmutter      | Hoa Kỳ                                           | Nghiên cứu về siêu tân tinh loại Ia để khám phá vũ trụ đang mở rộng với tốc độ gia tăng không ngừng            | [ 108 ]   |
| 2011 |               | Brian P. Schmidt     | Úc (sinh ra ở Missoula, Montana, Hoa Kỳ)         | Nghiên cứu về siêu tân tinh loại Ia để khám phá vũ trụ đang mở rộng với tốc độ gia tăng không ngừng            | [ 108 ]   |
| 2011 |               | Adam Riess           | Hoa Kỳ                                           | Nghiên cứu về siêu tân tinh loại Ia để khám phá vũ trụ đang mở rộng với tốc độ gia tăng không ngừng            | [ 108 ]   |
| 2012 |               | Serge Haroche        | Pháp                                             | Nghiên cứu về quang học lượng tử                                                                               | [ 109 ]   |
| 2012 |               | David J. Wineland    | Hoa Kỳ                                           | Nghiên cứu về quang học lượng tử                                                                               | [ 109 ]   |
| 2013 |               | François Englert     | Bỉ                                               | Khám phá lý thuyết về cơ chế tìm hiểu nguồn gốc khối lượng của các hạt hạ nguyên tử.                           | [ 110 ]   |
| 2013 |               | Peter Higgs          | Vương quốc Anh                                   | Khám phá lý thuyết về cơ chế tìm hiểu nguồn gốc khối lượng của các hạt hạ nguyên tử.                           | [ 110 ]   |
| 2014 |               | Akasaki Isamu        | Nhật Bản                                         | Cho phát minh ra LED lam hữu hiệu giúp tạo ra những nguồn ánh sáng trắng tiết kiệm năng lượng và đủ sáng.      | [ 111 ]   |
| 2014 | Amano Hiroshi |                      | Nhật Bản                                         | Cho phát minh ra LED lam hữu hiệu giúp tạo ra những nguồn ánh sáng trắng tiết kiệm năng lượng và đủ sáng.      | [ 111 ]   |
| 2014 |               | Nakamura Shuji       | Hoa Kỳ (sinh ra ở Ikata, Ehime, Nhật Bản)        | Cho phát minh ra LED lam hữu hiệu giúp tạo ra những nguồn ánh sáng trắng tiết kiệm năng lượng và đủ sáng.      | [ 111 ]   |
| 2015 |               | Kajita Takaaki       | Nhật Bản                                         | Khám phá neutrino dao động và chứng tỏ chúng có khối lượng                                                     | [ 112 ]   |
| 2015 |               | Arthur B. McDonald   | Canada                                           | Khám phá neutrino dao động và chứng tỏ chúng có khối lượng                                                     | [ 112 ]   |
| 2016 |               | David J. Thouless    | Vương quốc Anh                                   | Khám phá về mặt lý thuyết của họ của hiện tượng chuyển pha tô pô và pha tô pô ở vật chất                       | [ 113 ]   |
| 2016 |               | F. Duncan M. Haldane | Vương quốc Anh Slovenia                          | Khám phá về mặt lý thuyết của họ của hiện tượng chuyển pha tô pô và pha tô pô ở vật chất                       | [ 113 ]   |
| 2016 |               | John M. Kosterlitz   | Hoa Kỳ (sinh ra ở Aberdeen, Vương quốc Anh)      | Khám phá về mặt lý thuyết của họ của hiện tượng chuyển pha tô pô và pha tô pô ở vật chất                       | [ 113 ]   |
| 2017 |               | Rainer Weiss         | Hoa Kỳ (sinh ra ở Berlin, Đức)                   | Cho những đóng góp quyết định của họ đối với LIGO và quan sát sóng hấp dẫn                                     | [ 4 ]     |
| 2017 |               | Barry Barish         | Hoa Kỳ                                           | Cho những đóng góp quyết định của họ đối với LIGO và quan sát sóng hấp dẫn                                     | [ 4 ]     |
| 2017 | Kip Thorne    |                      | Hoa Kỳ                                           | Cho những đóng góp quyết định của họ đối với LIGO và quan sát sóng hấp dẫn                                     | [ 4 ]     |
| 2018 |               | Arthur Ashkin        | Hoa Kỳ                                           | Cho những sáng chế đột phá trong lĩnh vực vật lý laser                                                         | [ 115 ]   |
| 2018 |               | Gérard Mourou        | Pháp                                             | Cho những sáng chế đột phá trong lĩnh vực vật lý laser                                                         | [ 115 ]   |
| 2018 |               | Donna Strickland     | Canada                                           | Cho những sáng chế đột phá trong lĩnh vực vật lý laser                                                         | [ 115 ]   |
| 2019 |               | James Peebles        | Canada Hoa Kỳ                                    | "Những phát hiện mang tính lý thuyết về vũ trụ học vật lý"                                                     | [ 116 ]   |
| 2019 |               | Michel Mayor         | Thụy Sĩ                                          | Phát hiện hành tinh 51 Pegasi b ngoài Hệ Mặt Trời có quỹ đạo quay quanh một ngôi sao cùng loại với Mặt Trời    | [ 116 ]   |
| 2019 | Didier Queloz |                      | Thụy Sĩ                                          | Phát hiện hành tinh 51 Pegasi b ngoài Hệ Mặt Trời có quỹ đạo quay quanh một ngôi sao cùng loại với Mặt Trời    | [ 116 ]   |

### Thập niên 2020
| Năm  | Hình | Tên              | Quốc gia        | Công trình nhận giải | Chú thích |
| ---- | ---- | ---------------- | --------------- | --- | --------- |
| 2020 |      | Roger Penrose    | Vương quốc Anh  | "cho chứng minh sự hình thành của lỗ đen là một hệ quả tất yếu của thuyết tương đối tổng quát"                                                            | [ 117 ]   |
| 2020 |      | Reinhard Genzel  | Đức             | "cho khám phá một vật thể nén đặc siêu khối lượng ở trung tâm của thiên hà chúng ta"                                                                      | [ 117 ]   |
| 2020 |      | Andrea Ghez      | Hoa Kỳ          | "cho khám phá một vật thể nén đặc siêu khối lượng ở trung tâm của thiên hà chúng ta"                                                                      | [ 117 ]   |
| 2021 |      | Manabe Syukuro   | Nhật Bản Hoa Kỳ | "cho thiết lập mô hình vật lý của hệ thống khí hậu Trái Đất, định lượng sự thay đổi và dự đoán sự ấm lên toàn cầu một cách tin cậy"                       | [ 118 ]   |
| 2021 |      | Klaus Hasselmann | Đức             | "cho thiết lập mô hình vật lý của hệ thống khí hậu Trái Đất, định lượng sự thay đổi và dự đoán sự ấm lên toàn cầu một cách tin cậy"                       | [ 118 ]   |
| 2021 |      | Giorgio Parisi   | Ý               | "cho khám phá mối liên hệ tác động lẫn nhau giữa các thăng giáng và mất trật tự trong các hệ vật lý từ cấp nguyên tử đến hành tinh."                      | [ 118 ]   |
| 2022 |      | Anton Zeilinger  | Úc              | "Hoàn thành thực nghiệm chứng minh tính chất ngẫu nhiên của lượng tử, Chứng minh thành công vũ trụ là không có tính thực tại và không có tính địa phương" | [ 119 ]   |
| 2022 |      | John Clauser     | Hoa Kỳ          | "Hoàn thành thực nghiệm chứng minh tính chất ngẫu nhiên của lượng tử, Chứng minh thành công vũ trụ là không có tính thực tại và không có tính địa phương" | [ 119 ]   |
| 2022 |      | Alain Aspect     | Pháp            | "Hoàn thành thực nghiệm chứng minh tính chất ngẫu nhiên của lượng tử, Chứng minh thành công vũ trụ là không có tính thực tại và không có tính địa phương" | [ 119 ]   |
| 2023 |      | Anne L'Huillier  | Pháp            | "Nghiên cứu liên quan đến hạt electron bên trong nguyên tử và phân tử"                                                                                    | [ 120 ]   |
| 2023 |      | Ferenc Krausz    | Hungary Áo      | "Nghiên cứu liên quan đến hạt electron bên trong nguyên tử và phân tử"                                                                                    | [ 120 ]   |
| 2023 |      | Pierre Agostini  | Pháp            | "Nghiên cứu liên quan đến hạt electron bên trong nguyên tử và phân tử"                                                                                    | [ 120 ]   |